# Бембексы

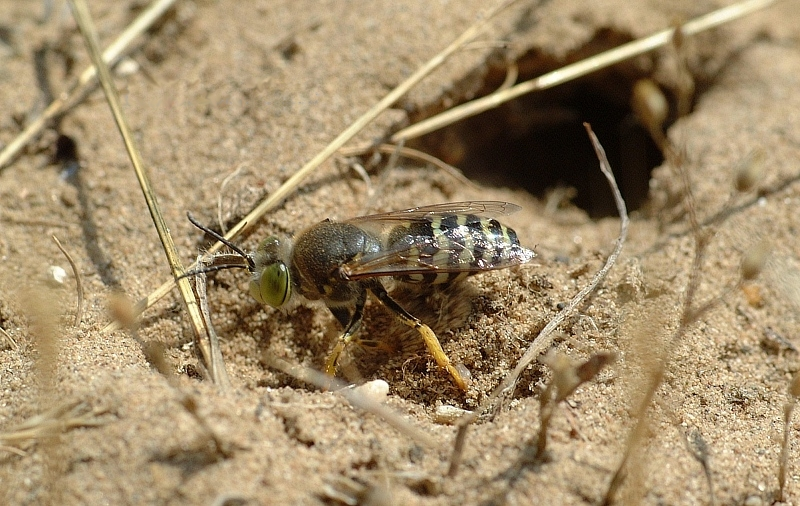

Бембексы, или мухоедки (лат. Bembix=Bembex) — один из крупнейших родов песочных ос из подсемейства Bembicinae (триба Bembicini). Более 340 видов.

## Распространение
Всесветное. Главная зона распространения лежит в Австралии (80 видов) и Афротропике (90 видов). В Европе около 20 видов Для СССР указывалось около 25 видов.
В Палеарктике 74 вида, в России 16 видов.

## Описание
Крупного и среднего размера осы (16—23 мм). Тело коренастое, чёрное с развитым жёлтым или белым рисунком. Лабрум вытянут вперёд подобно клюву. Число щупиков сокращено до 2 лабиальных и 4 максиллярных. Обычно гнездятся в рыхлом песке большими колониями. Личинок ежедневно кормят убитыми (не парализованными) мухами. 

## Систематика
Более 330 рецентных видов. Относится к трибе Bembicini.

### Виды Европы
- Bembix bicolor Radoszkowski, 1877
- Bembix bidentata Vander Linden 1829
- Bembix cinctella Handlirsch 1893
- Bembix flavescens F. Smith 1856
- Bembix geneana A. Costa 1867
- Bembix megerlei Dahlbom 1845
- Bembix merceti J. Parker 1904
- Бембекс глазастый (Bembix oculata)[2] Panzer 1801
- Bembix olivacea Fabricius 1787
- Bembix pallida Radoszkowski 1877
- Бембекс носатый (Bembix rostrata)[2] (Linnaeus, 1758)typus (= Apis rostrata Linnaeus, 1758)
- Bembix sinuata Panzer 1804
- Bembix tarsata Latreille 1809
- Bembix turca Dahlbom 1845
- Bembix wagleri Gistel 1857
- Bembix zonata Klug 1835

### Другие виды
- Bembix albata
- Bembix albofasciata
- Bembix anomalipes
- Bembix arnoldi
- Bembix bubalus
- Bembix cameronis
- Bembix capicola
- Bembix carinata
- Bembix cultrifera
- Bembix diversipennis
- Bembix fraudulenta
- Bembix harenarum
- Bembix kohli
- Bembix melanopa
- Bembix moebii
- Bembix ochracea
- Bembix sibilans
- Bembix triangulifera
- Bembix ulula
- Bembix venusta